# Esqui aquático nos Jogos Pan-Americanos de 2019 - Rampa feminino
A competição da rampa feminino foi um dos eventos do esqui aquático nos Jogos Pan-Americanos de 2019, em Lima. Foi disputada na Laguna Bujama nos dias 28 e 29 de julho.

## Calendário
Horário local (UTC-5).
| Data        | Horário | Fase         |
| ----------- | ------- | ------------ |
| 28 de julho | 13:30   | Preliminares |
| 29 de julho | 14:00   | Finais       |

## Medalhistas
| Ouro   | USA Regina Jaquess     |
| Prata  | CAN Whitney McClintock |
| Bronze | CHI Valentina González |

## Resultados

### Preliminares
As seis melhores atletas se classificaram para a final.
| Colocação | Atleta             | Nacionalidade            | Salto 1 | Salto 2 | Salto 3 | Resultados | Notas |
| --------- | ------------------ | ------------------------ | ------- | ------- | ------- | ---------- | ----- |
| 1         | Regina Jaquess     | USA Estados Unidos       | 159     | 173     | 170     | 173        | Q     |
| 2         | Valentina González | CHI Chile                | 146     | 159     | 159     | 159        | Q     |
| 3         | Whitney McClintock | CAN Canadá               | 156     | 135     | 159     | 159        | Q     |
| 4         | Paige Rini         | CAN Canadá               | 128     | 139     | 146     | 146        | Q     |
| 5         | Sandra Chapoy      | MEX México               | 135     | 137     | 145     | 145        | Q     |
| 6         | María de Osma      | PER Peru                 | 136     | 138     | 144     | 144        | Q     |
| 7         | Violeta Mociulsky  | ARG Argentina            | 0       | 0       | 92      | 92         |       |
| 8         | Luisa Jaramillo    | COL Colômbia             | 86      | 87      | 86      | 87         |       |
| 9         | Daniela Verswyvel  | COL Colômbia             | 62      | 69      | 75      | 75         |       |
| 10        | Francesca Pigozzi  | DOM República Dominicana | 42      | 0       | 48      | 48         |       |

### Finais
| Colocação         | Atleta             | Nacionalidade      | Salto 1 | Salto 2 | Salto 3 | Resultados | Notas |
| ----------------- | ------------------ | ------------------ | ------- | ------- | ------- | ---------- | ----- |
| Medalha de ouro   | Regina Jaquess     | USA Estados Unidos | 167     | 171     | 165     | 171        |       |
| Medalha de prata  | Whitney McClintock | CAN Canadá         | 156     | 152     | 158     | 158        |       |
| Medalha de bronze | Valentina González | CHI Chile          | 156     | 157     | 155     | 157        |       |
| 4                 | Sandra Chapoy      | MEX México         | 142     | 148     | 146     | 148        |       |
| 5                 | Paige Rini         | CAN Canadá         | 142     | 147     | 146     | 147        |       |
| 6                 | María de Osma      | PER Peru           | 134     | 138     | 144     | 144        |       |